# Henryk Dampc
Henryk Dampc (* 12. April 1935 in Wejherowo; † 24. März 2000 in Gdańsk) war ein polnischer Boxer. Er war Vize-Europameister 1959 in Luzern im Halbmittelgewicht.

## Werdegang
Henryk Dampc begann bei Gryfia Wejherowo mit dem Boxen. Sein erster Trainer war Kazimierz Switka. Schon 1953 wechselte er zum Sportverein Wybrzeże Gdańsk, wo er von Brunon Karnath trainiert wurde und dem er bis zu seinem Karriereende 1970 angehörte. Bei einer Größe von 1,81 Metern boxte er meist im Mittelgewicht (bis 75 kg Körpergewicht), trainierte aber bei wichtigen Meisterschaften in das Halbmittelgewicht (bis 71 kg Körpergewicht) ab. Dies lag vor allem auch daran, dass er in Polen im Mittelgewicht in Tadeusz Walasek und Lucjan Słowakiewicz zwei sehr starke Konkurrenten hatte. Henryk Dampc hatte zwei boxende Brüder, von denen Edmund ebenfalls zur polnischen Spitzenklasse zählte.
1958 wurde Henryk Dampc erstmals polnischer Meister im Halbmittelgewicht und 1959 wurde er im Mittelgewicht polnischer Vizemeister hinter Tadeusz Walasek. 1959 wurde er bei der Europameisterschaft im schweizerischen Luzern eingesetzt. Er startete dabei im Halbmittelgewicht und siegte über Iwan Sobolew aus der UdSSR, Ulrich Kienast aus der Bundesrepublik Deutschland und Rolf Caroli aus der DDR jeweils nach Punkten. Im Endkampf stand er Nino Benvenuti aus Italien gegenüber. Dieser Kampf endete mit einem knappen Punktsieg (3:2 Richterstimmen) zugunsten von Benvenuti. Viele Boxexperten, die diesem Kampf beigewohnt hatten, sahen darin ein Fehlurteil und Dampc als Sieger.
Im Jahre 1960 war Henryk Dampc auch bei den Olympischen Spielen in Rom am Start. Im Halbmittelgewicht gelangen ihm dabei Punktsiege über Leif Hansen aus Dänemark und Michael Reid aus Irland. Im Viertelfinale verlor er aber überraschend gegen den Briten William Fisher und kam dadurch nur auf den 4. Platz.
Henryk Dampc war auch in den Jahren 1959, 1961 und 1962 bei den Polizeimeisterschaften der Staaten des Warschauer Paktes am Start. 1959 und 1961 gewann er dabei die Konkurrenz im Halbmittel- bzw. Mittelgewicht. 1962 musste er sich im Endkampf im Mittelgewicht dem Rumänen Ion Monea geschlagen geben.
Im Jahre 1962 wurde er hinter Tadeusz Walasek polnischer Vizemeister im Mittelgewicht und 1964 verlor er bei der polnischen Meisterschaften gegen den gleichen Boxer schon im Halbfinale und kam damit auf den 3. Platz.
Nach 1963 beendete Henryk Dampc seine internationale Laufbahn. Für seinen Verein Wybrzeże Gdańsk war er aber noch bis 1970 am Start. Er bestritt in seiner Laufbahn insgesamt 354 Kämpfe und landete dabei 272 Siege.
Nach seiner Boxerkarriere, während der er bei der Polizei angestellt war, fuhr Henryk Dampc zur See.

## Internationale Erfolge
(OS = Olympische Spiele, EM = Europameisterschaft, Hm = Halbmittelgewicht, Mi = Mittelgewicht, bis 71 kg bzw. 75 kg Körpergewicht)
- 1958, 1. Platz, Intern. Turnier in Łódź, Hm, mit Siegen über Bogdan Guzinski u. Kazimierz Sobieski, bde. Polen;
- 1959, 2. Platz, EM in Luzern, Hm, mit Siegen über Iwan Sobolew, UdSSR, Ulrich Kienast, BRD u. Rolf Caroli, DDR u. einer Niederlage gegen Nino Benvenuti, Italien;
- 1959, 1. Platz, 1. Meisterschaft der Polizeien der Länder des Warschauer Paktes in Berlin (Ost), Hm, mit Siegen über Georgi Alpiew, Bulgarien, Chorusovsky, CSSR u. L. Graf, DDR;
- 1960, 5. Platz, OS in Rom, Hm, mit Siegen über Leif Hansen, Dänemark u. Michael Reid, Irland u. einer Niederlage gegen William Fisher, Großbritannien;
- 1961, 1. Platz, 2. Meisterschaft der Polizeien der Länder des Warschauer Paktes in Bukarest, Mi, mit einem Sieg im Finale über Grabe, DDR;
- 1962, 2. Platz, 3. Meisterschaft der Polizeien der Länder des Warschauer Paktes in Łódź, Mi, mit einer Punktniederlage im Finale gegen Ion Monea, Rumänien

## Polnische Meisterschaften
- 1958, 1. Platz, Hm,
- 1959, 2. Platz, Mi, nach einer Niederlage im Finale gegen Tadeusz Walasek,
- 1961, 9. Platz, Mi, nach einer Niederlage im Achtelfinale gegen Tadeusz Walasek,
- 1962, 2. Platz, Mi, nach einer kampflosen Niederlage (Verletzung) im Halbfinale gegen Tadeusz Walasek,
- 1964, 3. Platz, Mi, nach einer Niederlage im Halbfinale gegen Tadeusz Walasek

## Länderkämpfe
- 1955 in Wrocław, Polen gegen Rumänien (Junioren), Hw, Punktsieger über Mihai Stojan,
- 1956 in Bukarest, Rumänien gegen Polen, Mi, Punktniederlage gegen Dumitru Gheorghiu,
- 1958 in Bydgoszcz, Polen gegen Jugoslawien, Hm, Punktsieg über Nenad Maric,
- 1958 in Belgrad, Jugoslawien gegen Polen, Mi, Punktniederlage gegen Stevan Lackovic,
- 1958 in Wrocław, Polen gegen Ungarn, Hm, Punktsieg über Janos Erdelyi,
- 1959 in Essen, BRD gegen Polen, Hasm, Punktniederlage gegen Ulrich Kienast,
- 1960 in Łódź, Polen gegen BRD, Hm, Punktsieg über Jupp Elze,
- 1960 in Gdańsk, Polen gegen DDR, Hm, Punktsieg über Rolf Innisch,
- 1962 in Berlin (Ost), Mi, Punktsieg über Schäfer,
- 1962 in Łódź, Polen gegen Ungarn, Mi, Punktniederlage gegen Laszlo Feher